# Kerk van Idsegahuizum
De kerk van Idsegahuizum is een kerkgebouw in Idsegahuizum, gemeente Súdwest-Fryslân, in de Nederlandse provincie Friesland.

## Beschrijving
De driezijdig gesloten zaalkerk uit 1874 heeft een houten geveltoren met een ingesnoerde en met zink beklede spits. De luidklok uit 1696 is van klokkengieter Petrus Overney. De tweede klok uit 1789 is van een anonieme gieter. Het orgel uit 1908, gemaakt door Bakker & Timmenga, is een rijksmonument. De Stichting Skûster Tsjerke zorgt voor het in stand houden van de (hervormde) kerk. Het naastgelegen pand (Boppesteech 3) is de voormalige pastorie.

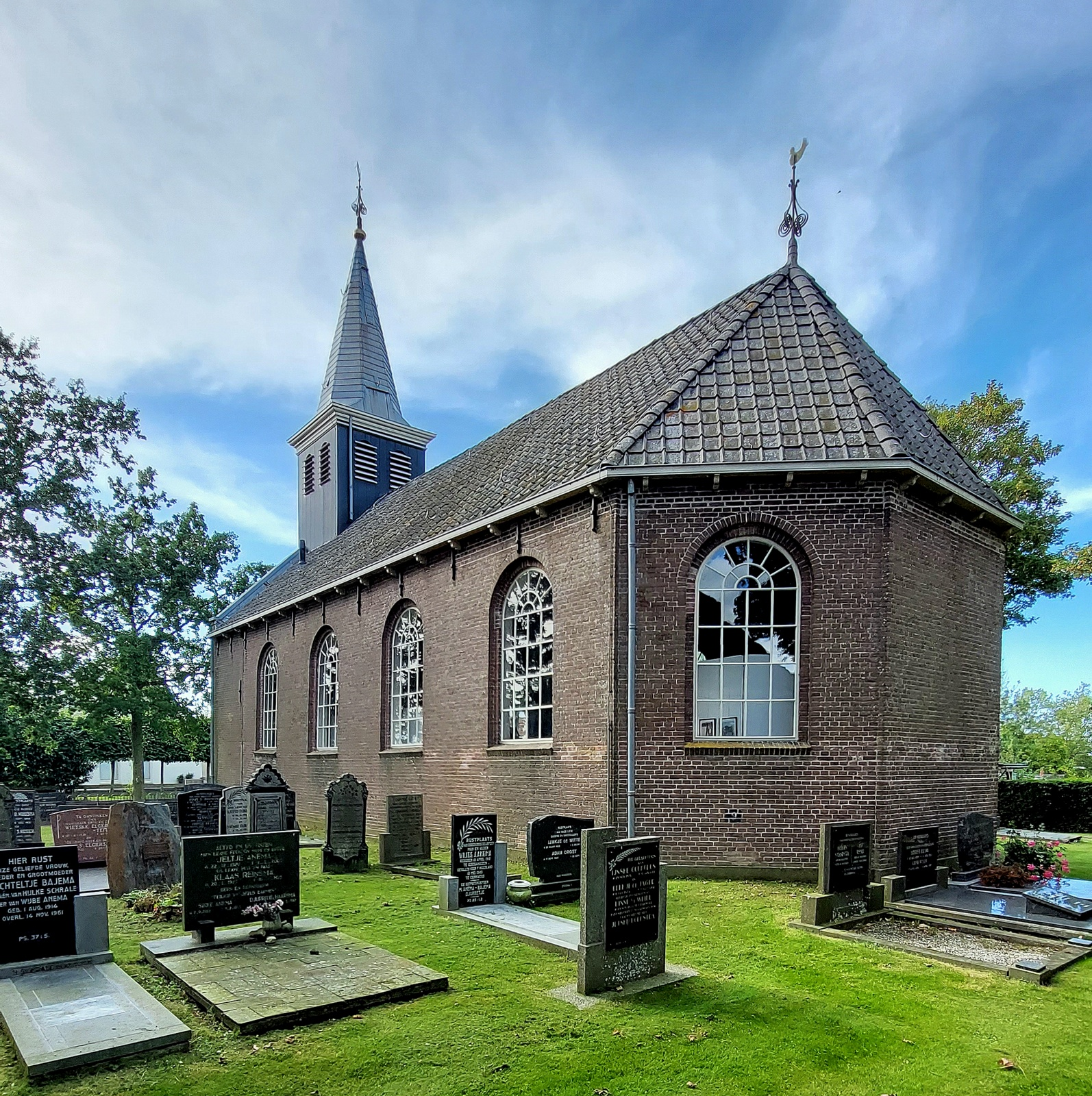
kerk in 2023